# 美容医療

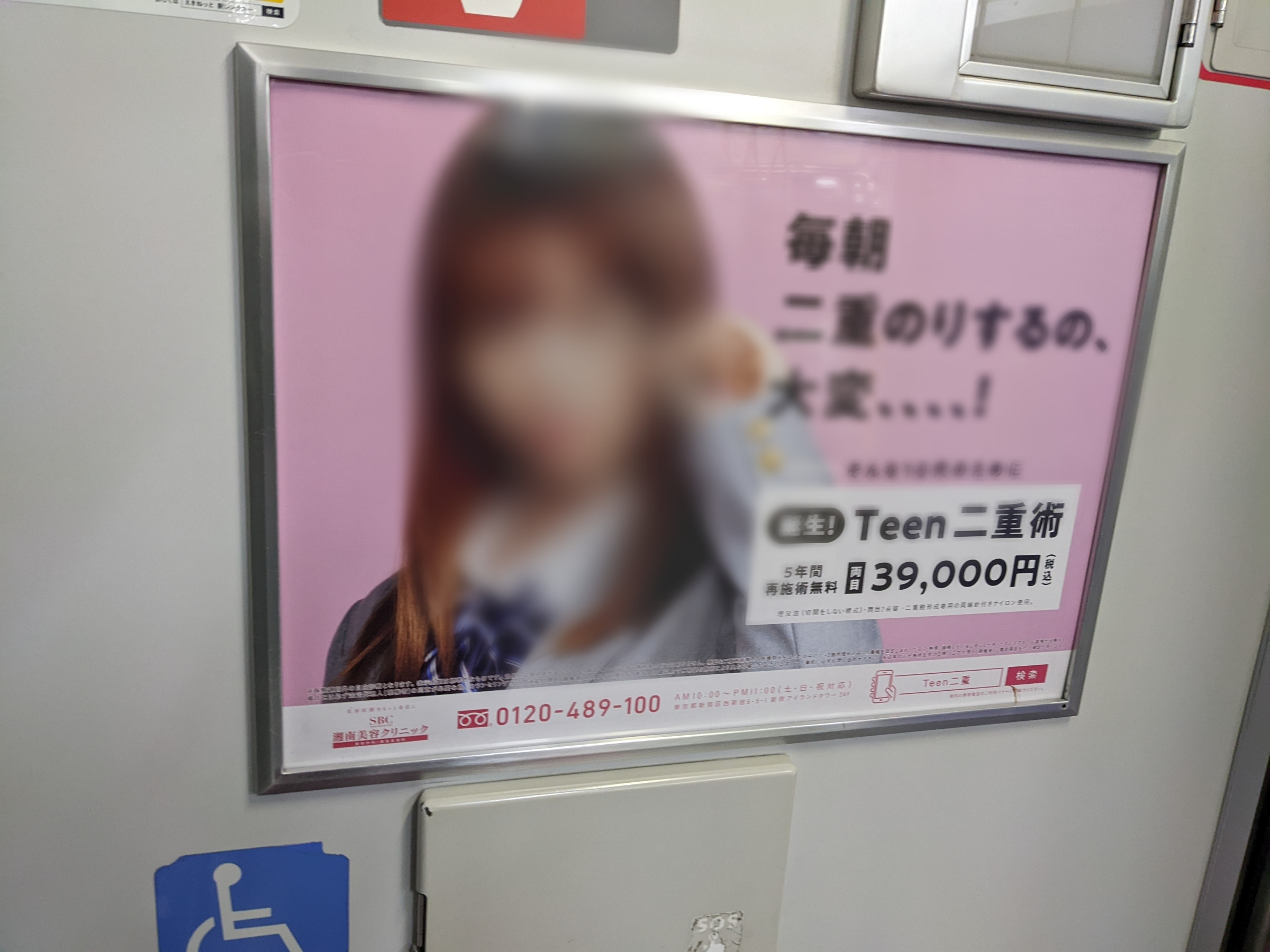
電車での広告

美容医療（びよういりょう、Aesthetic medicine）は、瘢痕、皮膚のたるみ、しわ、しみ、ほくろ、シミ、過剰な脂肪、セルライト、不要な髪、皮膚の変色、クモ状静脈などの状態の治療を通じて美容の外観を変えることに焦点を当てた専門分野の広い用語。

## 解説
伝統的に、それは皮膚科、口腔および顎顔面外科、再建外科および形成外科を含み これには、外科的処置（脂肪吸引、フェイスリフト、乳房インプラント、高周波アブレーション）と非外科的処置（高周波皮膚引き締め、非外科的脂肪吸引、ケミカルピーリング、高強度集束電磁界、高周波脂肪除去）の両方が含まれる。審美的な医学の手順は通常選択的であるが 、両方の組み合わせを利用することができる。

## 美容医療の定義
美容医療とは日本で加齢や機能の乱れによって損なわれた皮膚の機能および顔の形状を、適切な状態に戻す治療の総称であり、日本医師会で定めた正式な標榜診療科名ではなく、マスコミにより名付けられた通称である。機能に問題がでる疾患ではなく、美容目的で行われるので、自由診療となる。
美容医療には、美容皮膚科、また眼瞼下垂など一部形成外科領域の治療が含まれる。ニキビ、極度の乾燥、アトピー肌は健康保険が適応となる疾患であり、皮膚科の領域となる。また一部の眼瞼下垂症は、健康保険適応の対象となる。
美容医療には、生来の顔を、外科的手段を用いて理想の容貌に造形する美容外科（美容整形）は含まれないとする考え方が一般的である。
なお、医師免許があっても、美容行為である化粧等は美容師法の管轄であり、美容師免許がなければ施術できない。
「美容師でなければ、美容を業としてはならない。」（美容師法第六条　無免許営業の禁止）

## 美容医療を行う医師
美容外科医として働くために必ず専門医資格が必要というわけではないが、
日本美容外科学会による専門医制度が設けられており、
所定の学術総会などへ定期的に参加していること、一定以上の治療経験を有することなどを厳しく審査されたうえで専門医資格が認定される。

日本形成外科学会は、美容外科手術の基礎ともなる形成外科的手技を習得してから美容外科の道へ進むことを推奨している。

腕利きの美容外科医として活躍するためには、形成外科で基礎を学んでおくことが大切といわれている。

## 美容医療の歴史
最初の整形手術は紀元前1500年頃、インドで造鼻術が行われたという説がある。
当時のインドでは刑罰として”鼻そぎの刑”というのがあったらしいが、そのそがれた鼻を元に戻すために額の皮を移植して鼻形成したという歴史が残されている。
1845年にドイツのディーフェンバッハがユダヤ人に特徴的な鷲鼻を均整の取れた形にする鼻形成術が行われていたといわれている。
日本では、昭和初期にヨーロッパから導入されたといわれており
第二次世界大戦で負傷した兵士たちの治療に大いに役立ったと言われている。
戦後日本の美容外科で先駆者的な役割を果たしたのが十仁病院である。
しかし当時の美容外科医療は手探り状態でパラフィン製剤を用いた豊胸治療等による後遺症などが後年社会問題となり、1956年に東京大学整形外科の特別診療班として形成外科が発足。形成外科は1972年に厚生省から標榜科としての認定を受けた。
2000年少子高齢化時代を迎え、出来るだけ長い間健康を維持し、明るく活発に生きるための新しい概念が出現した。そして美容外科医療のニーズも急速に”アンチエイジング”のための美容外科医療へと変わりつつある。

## 美容医療に関する問題
2023年、全国の消費者生活センターによせられた美容医療に関する相談が過去10年で最多となった。